# الثمامة

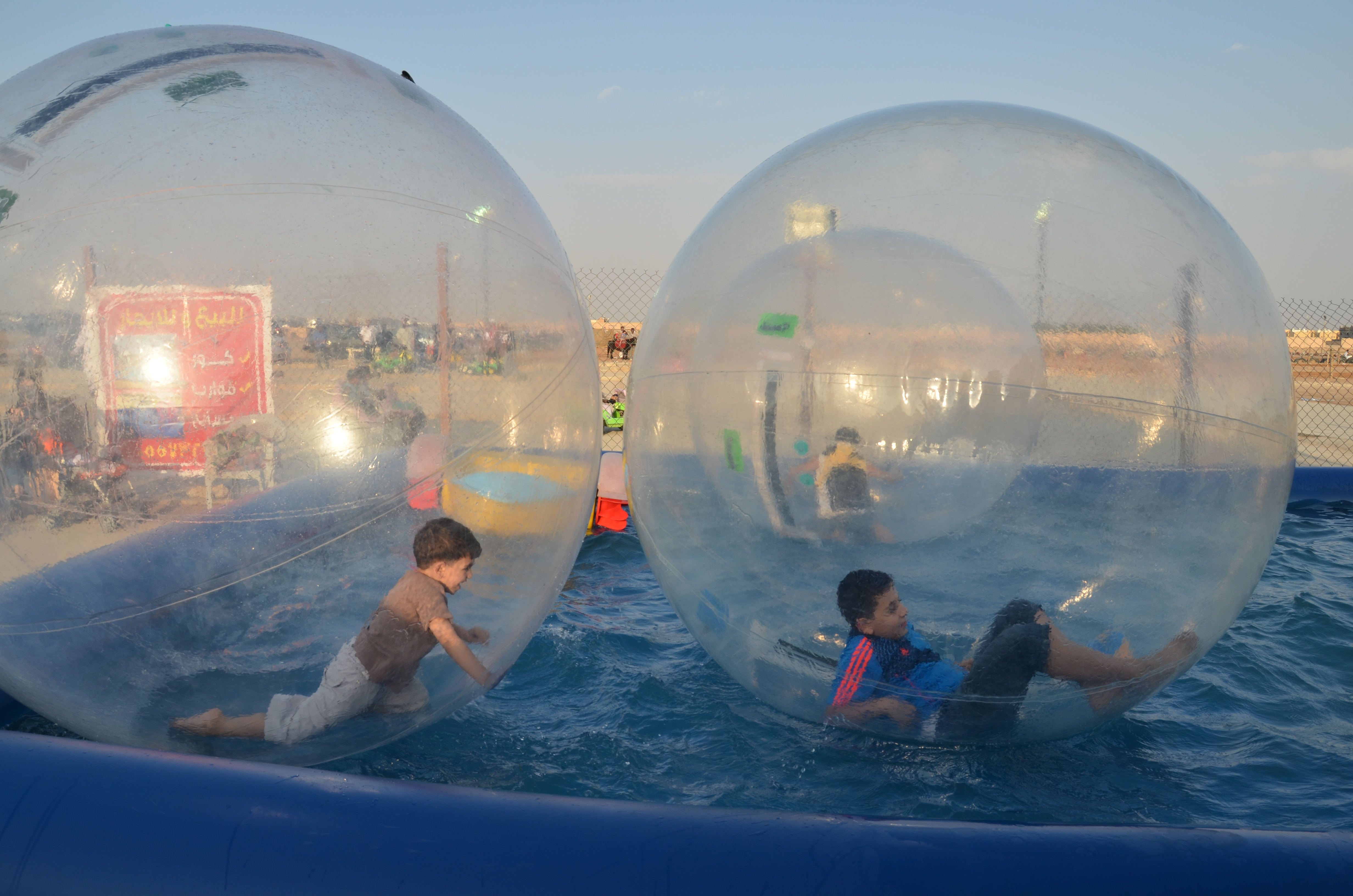
البالونات المائية في الثمامة

منطقة صحراوية في شمال مدينة الرياض في المملكة العربية السعودية، تعدّ من المناطق السياحية المتميزة لمن يريد قضاء أوقات ممتعة في الصحراء، تمتاز برمالها الذهبية الرائعة والمنتزهات الترفيهية المتناثرة على أرجائها. وفي أكتوبر 2019، تم تحويلها لتصبح محمية طبيعية، باسم «محمية الملك خالد الملكية».

## التسمية
‌الثُّمامة واحدة الثُّمام، وهو نبت ضعيف، يصل طوله إلى (150 سم) فروعه مزدحمة متجمعة.

## آثار الثمامة
قامت الإدارة العامة للآثار والمتاحف في المملكة بإرسال فريق عمل أثري مهمته المسح والتنقيب للكشف عن آثار منطقة الثمامة تحت إشراف الدكتور حامد إبراهيم أبو درك.
وقد كشف الفريق عن صفحات من تاريخ شبه الجزيرة العربية من العصر الحجري الحديث الذي يرجع إلى (ثمانية آلاف سنة)، وقد تميزت الاكتشافات التي أجريت بتفردها؛ إذ لم يعثر على مثيل لها في شبه الجزيرة العربية وما عُثر عليه دلائل مادية للاستيطان البشري القديم المعتمد على الزراعة البدائية والصيد واستئناس الحيوانات.

### أهم الاكتشافات الأثرية
- المساكن: وهي عبارة عن حفر دائرية على سطح التل ويوجد بداخلها أساسات حجرية أو دائرية ذات حجم كبير مبنية على سطح الأرض بأحجار غير منتظمة. وتقع المساكن على ضفاف الأودية وسفوح الجبال.
- المباني الدينية: وتتألف من أبنية عدة ذات أشكال مختلفة (شريطي، دائري، بيضاوي، مستطيل)
- المدافن: وهي شكلت بحيث تدفن فيها الجثة على هيئة القرفصاء، وتتميز بأنها رجوم صغيرة دائرية أو مستطيلة أو مربعة.
- الأدوات الحجرية وأهمها: الحراب ورؤوس السهام والمثاقب والقواطع والمكاشط.[3]